# 吉田与志雄
吉田与志雄（よしだ よしお、本名：吉田 好雄、1905年3月1日 - 1960年9月24日）は、作家。
神奈川県生まれ。日本大学文科中退。戦前は労働者小説など、戦後は時代小説、児童向け伝記などを書いた。

## 著書
- 大学五月祭 戯曲 文武堂書店 1933
- 産業戦士たち 読切講談社 1940
- 北海の黎明 春江堂 1942
- 闘ふ御用船 春江堂 1943
- 人生の幸福 金鈴社 1943
- 日本の塩 久米栄左衛門 春江堂 1943
- 生命の奔流 金鈴社 1944
- 間宮林蔵 北海の探検家 偕成社 1952 (偉人物語文庫)
- 徳川光圀 憂国の名君 偕成社 1952 (偉人物語文庫)
- 頼山陽 愛と至誠の大学者 偕成社 1953 (偉人物語文庫)
- 加賀騒動 偕成社 1954 (実録時代小説 )
- 塚原卜伝 偕成社 1955 (実録時代小説)
- 柳生独眼竜 偕成社 1955 (実録時代小説)
- 桜田血染雪 偕成社 1955 (実録時代小説)
- 大岡越前守 偕成社 1955 (実録時代小説)
- 山中鹿之助 偕成社 1956 (実録時代小説)
- 恋風伝法 同人社 1957
- 四谷怪談・番町皿屋敷 偕成社 1957 (実録時代小説)
- 福沢諭吉 偕成社 1958 (児童伝記全集)
- 小えん七変化 榊原書店 1958
- 徳川家康 江戸幕府の建設者 偕成社 1961 (世界偉人伝全集)

## 再話
- 英国突破記 プルシヨウ 読切講談社 1939
- 忠臣蔵 日本古典 福本日南 偕成社 1954 (世界名作文庫)
- 宝島物語 スチブンソン 講談社 1955 (名作物語文庫)
- ハックルベリー物語 トウェーン 講談社 1955 (名作物語文庫)
- アリババ物語 講談社 1955 (名作物語文庫)
- 鉄仮面物語 ボアゴベー 講談社 c1955 (名作物語文庫)

## 参考
- 文藝年鑑1955、2007